# Lavholmen
Lavholmen is een Zweeds eiland behorend tot de Pite-archipel. Het eiland ligt voor de kust van Rosvik in de Bastafjord. Het eiland heeft geen oeververbinding. Aan de westoevers van het eiland staan enkele zomerhuisjes. 